# Rejon wiaziemski (obwód smoleński)
Rejon wiaziemski (ros. Вяземский район) – jednostka administracyjna wchodząca w skład obwodu smoleńskiego w Rosji.
Centrum administracyjnym rejonu jest miasto Wiaźma. W granicach rejonu usytuowane są miejscowości, centra administracyjne wiejskich osiedli: Andriejkowo, Wiaźma-Brianskaja, Kajdakowo, Nowoje Sieło, Siemlowo, Nowyj, Tumanowo.